# Sennels Sogn
Sennels Sogn er et sogn i Thisted Provsti (Aalborg Stift).
Sennels Sogn hørte til Hillerslev Herred i Thisted Amt. Sognet var en selvstændig sognekommune, da den ved kommunalreformen i 1970 blev indlemmet i Thisted Kommune.
I Sennels Sogn ligger Sennels Kirke.
I sognet findes følgende autoriserede stednavne:
- Grylbjerg Høj (areal)
- Guldagerhøj (areal)
- Hov (bebyggelse, ejerlav)
- Hov Dås (areal)
- Hov Odde (bebyggelse)
- Hundal (bebyggelse)
- Kloster (bebyggelse)
- Knudsbjerg (areal, bebyggelse)
- Malle (bebyggelse, ejerlav)
- Sennels (bebyggelse, ejerlav)
- Sennels Hage (areal)
- Sennels Plantage (areal)
- Sennels Ås (areal)
- Skiveren (vandareal)
- Østerby (bebyggelse)